# 河内十郎
河内 十郎（かわち じゅうろう、1938年4月7日 - ）は、日本の心理学者。東京大学名誉教授。

## 経歴
高知県生まれ。栄光学園高等学校から、1961年東大文学部心理学科卒、1967年同大学院博士課程中退、1975年東大教養学部助教授（心理学）、1981年「左半側空間無視患者の認知空間の構造に関する心理学的研究」で文学博士、1988年教授、1999年定年退官、名誉教授、日本女子大学教授。2009年退職。
脳の損傷を研究する。神経心理学が専門。

## 共編著
- 脳卒中後のコミュニケーション障害 成人コミュニケーション障害者の理解と援助:失語症を中心に 竹内愛子共編著 協同医書出版社 1995.5

## 翻訳
- 脳の人間学 脳研究と人間の可能性 R.M.レスタック 新曜社 1982.4
- 高次脳機能の基礎 動物と人間における離断症候群 N.ゲシュヴィンド 新曜社 1984.11
- 乳児の脳とこころ R.M.レスタック　高城薫共訳 新曜社 1989.1
- 記憶と脳 心理学と神経科学の統合 Larry R.Squire 医学書院 1989.2
- 神経心理学と病巣解析 ハンナ・ダマジオ、アントニオ・R.ダマジオ 医学書院 1991.12
- 見えているのに見えない? ある視覚失認症者の世界 G.W.ハンフリーズ、M.J.リドック 能智正博共訳 新曜社 1992.2
- 哲学と脳 J.Z.ヤング　東条正城共訳 紀伊国屋書店 1992.7
- 脳のヴィジョン S.ゼキ 医学書院 1995.3
- 視覚性失認 認知の障害から健常な視覚を考える Martha J.Farah 福沢一吉共訳 新興医学出版社 1996.9